# Dolomiti di Fiemme
Le Dolomiti di Fiemme (dette anche Monti della Val di Fiemme) sono un massiccio montuoso delle Dolomiti e sono collocate in Trentino-Alto Adige e, in parte minima, in Veneto. La vetta più alta è la Cima d'Asta con i suoi 2847 m s.l.m.. Prendono il nome dalla Val di Fiemme che si inserisce al loro interno.

## Geologia
Le Dolomiti di Fiemme non sono generalmente costituite da dolomia, se non per il gruppo del Latemar, ma da granito e porfido.
A Predazzo è presente il museo geologico delle Dolomiti, visitato da tutti gli appassionati del mondo.

## Classificazione

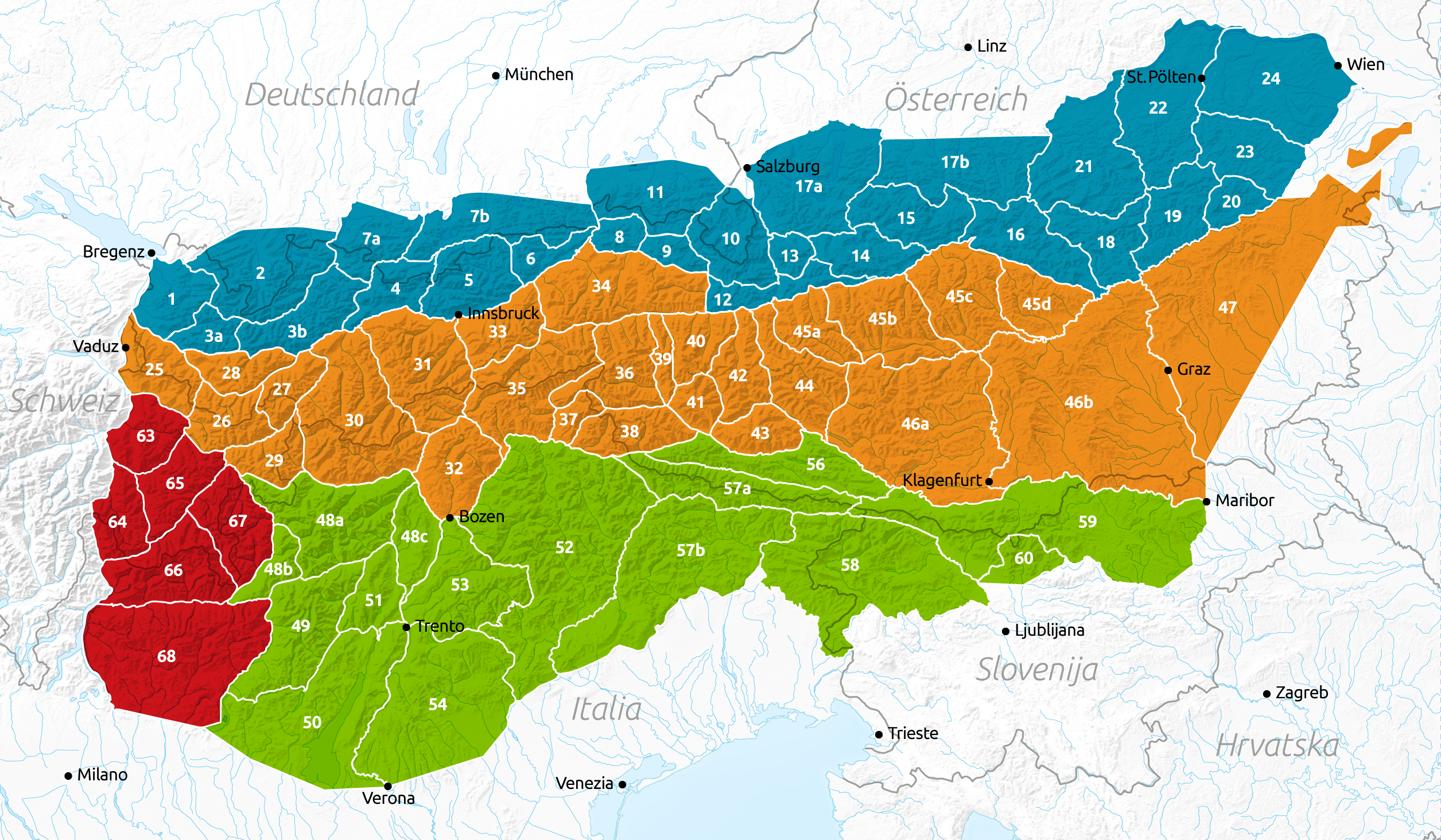
Le Dolomiti di Fiemme secondo l'AVE sono individuate dal numero 53.

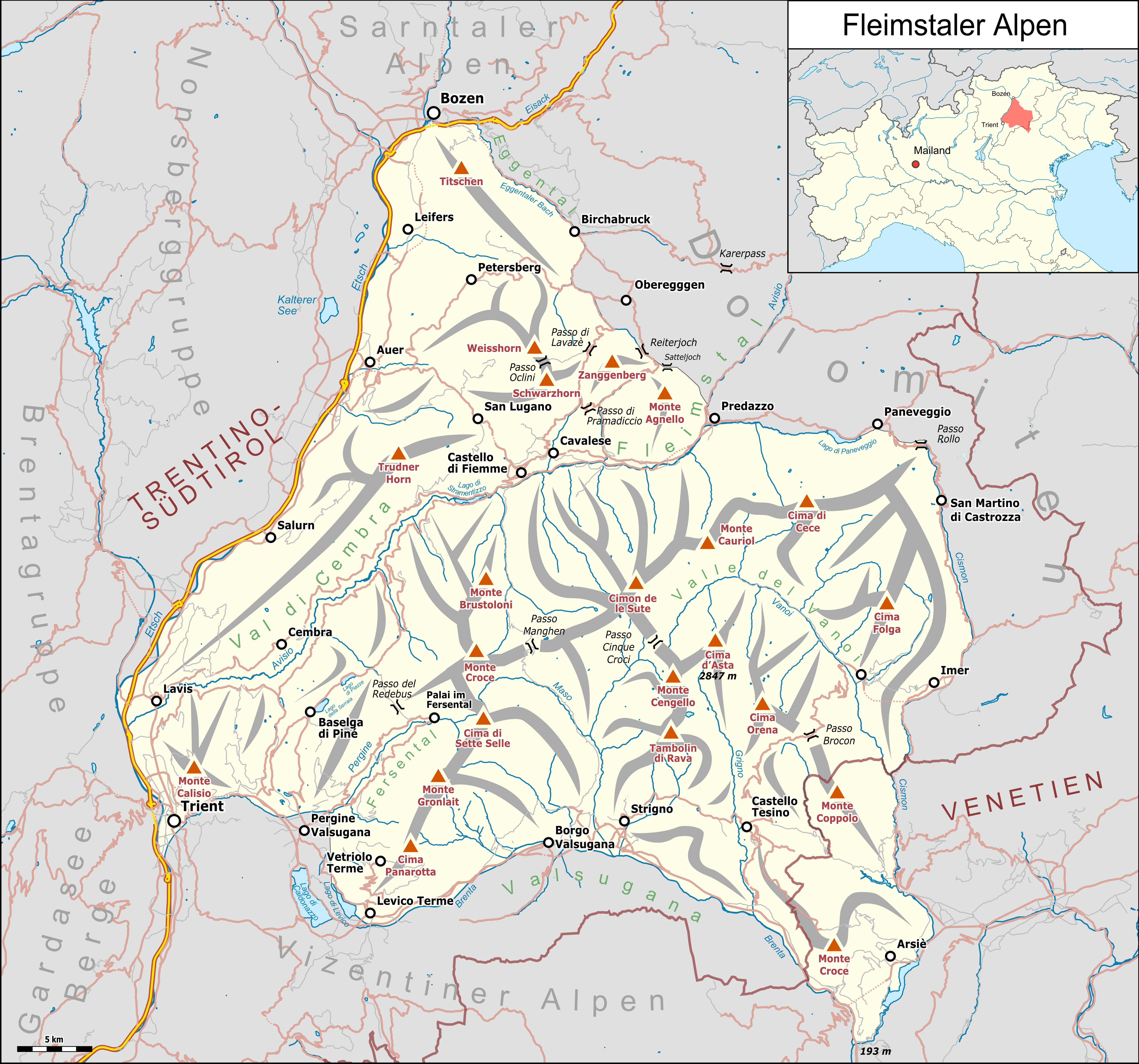
Cartina dettagliata del gruppo montuoso.

La SOIUSA vede le Dolomiti di Fiemme come una sottosezione alpina e vi attribuisce la seguente classificazione:
- Grande parte = Alpi Orientali
- Grande settore = Alpi Sud-orientali
- Sezione = Dolomiti
- Sottosezione = Dolomiti di Fiemme
- Codice = II/C-31.V

La Partizione delle Alpi inseriva questo gruppo montuoso nella sezione alpina n. 18 delle Dolomiti.
Altre classificazioni le vedono estranee alle Dolomiti. Per esempio l'AVE le vede come un gruppo alpino a sé stante e vi assegna il n. 53 di 75 nelle Alpi Orientali.

## Delimitazioni
Confinano:

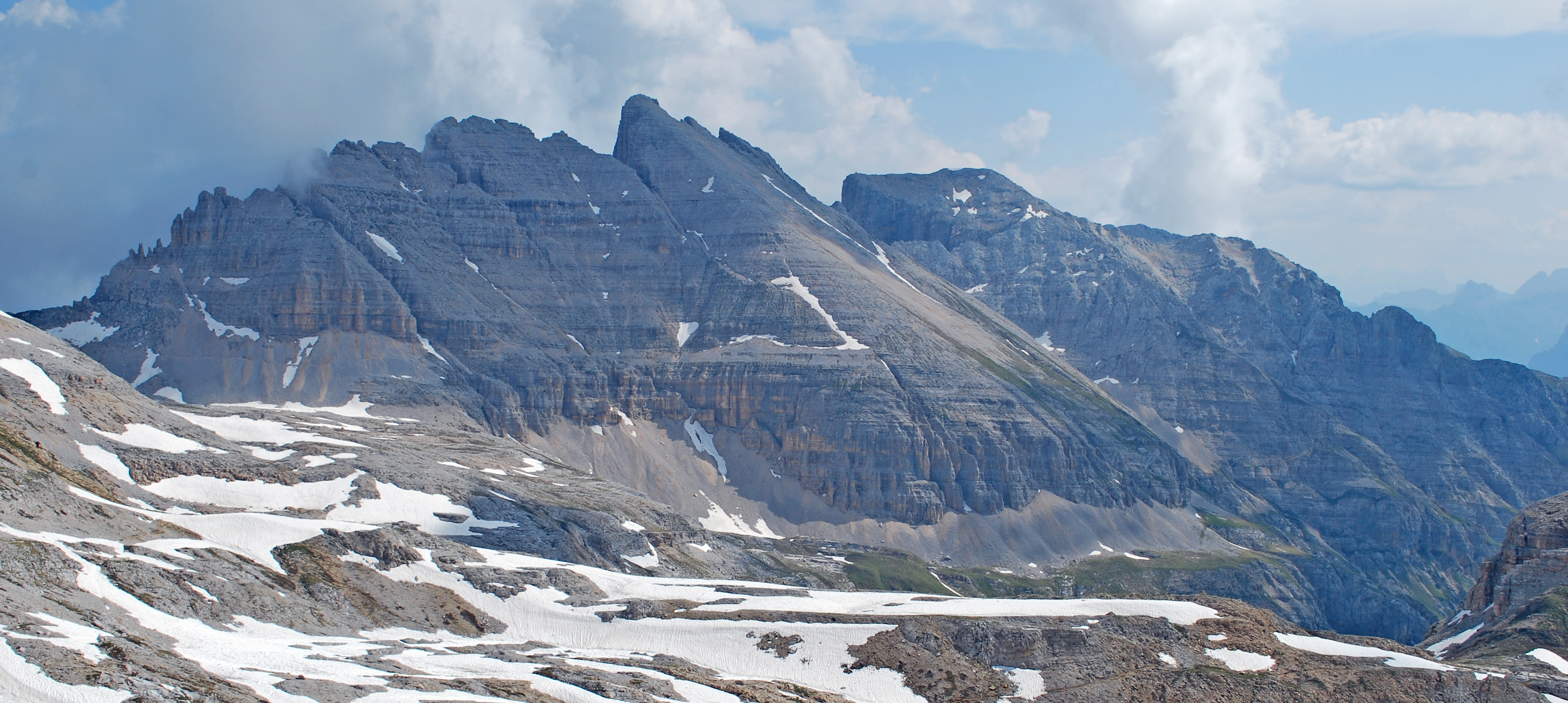
Latemar

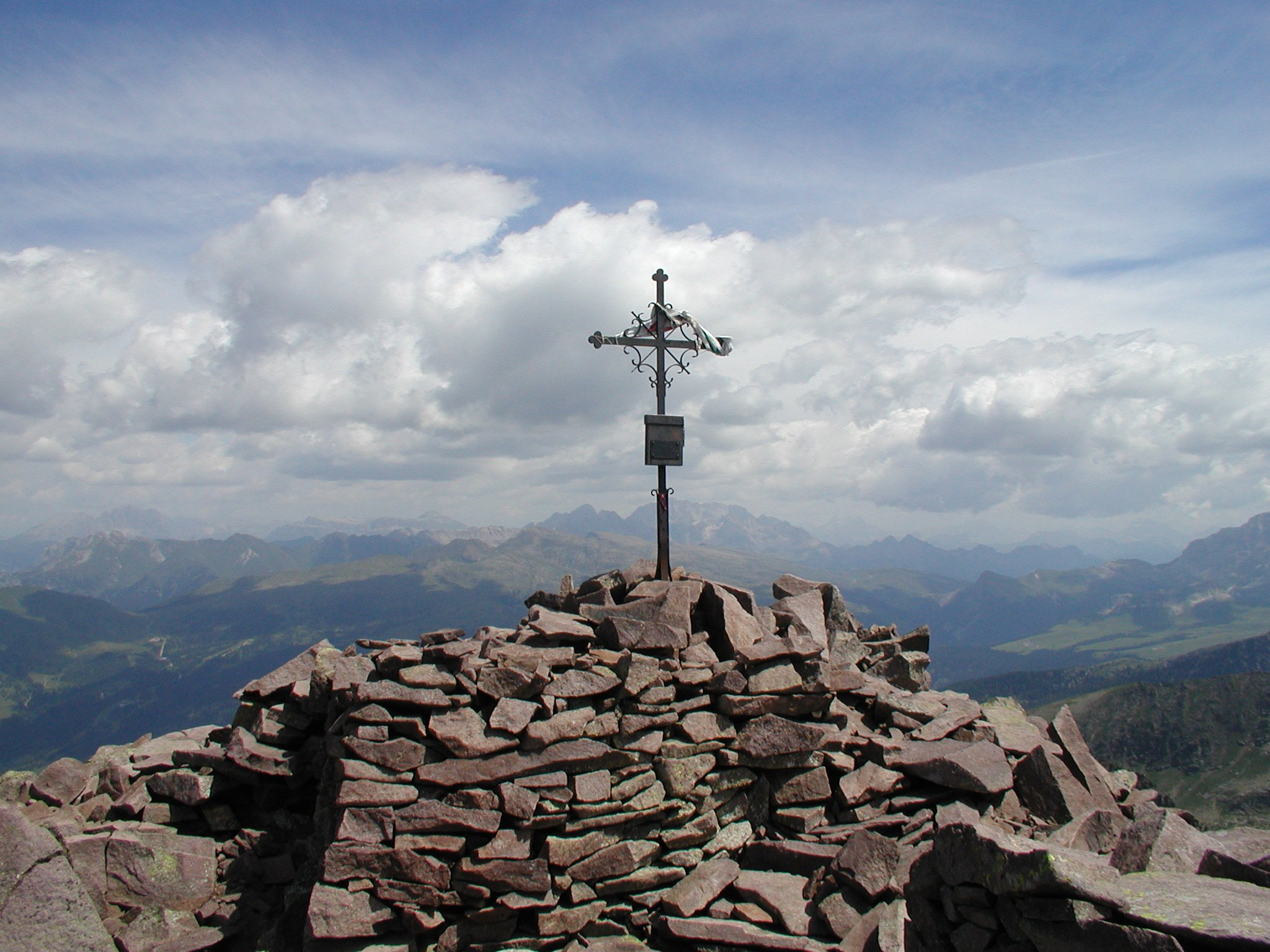
Cima di Cece

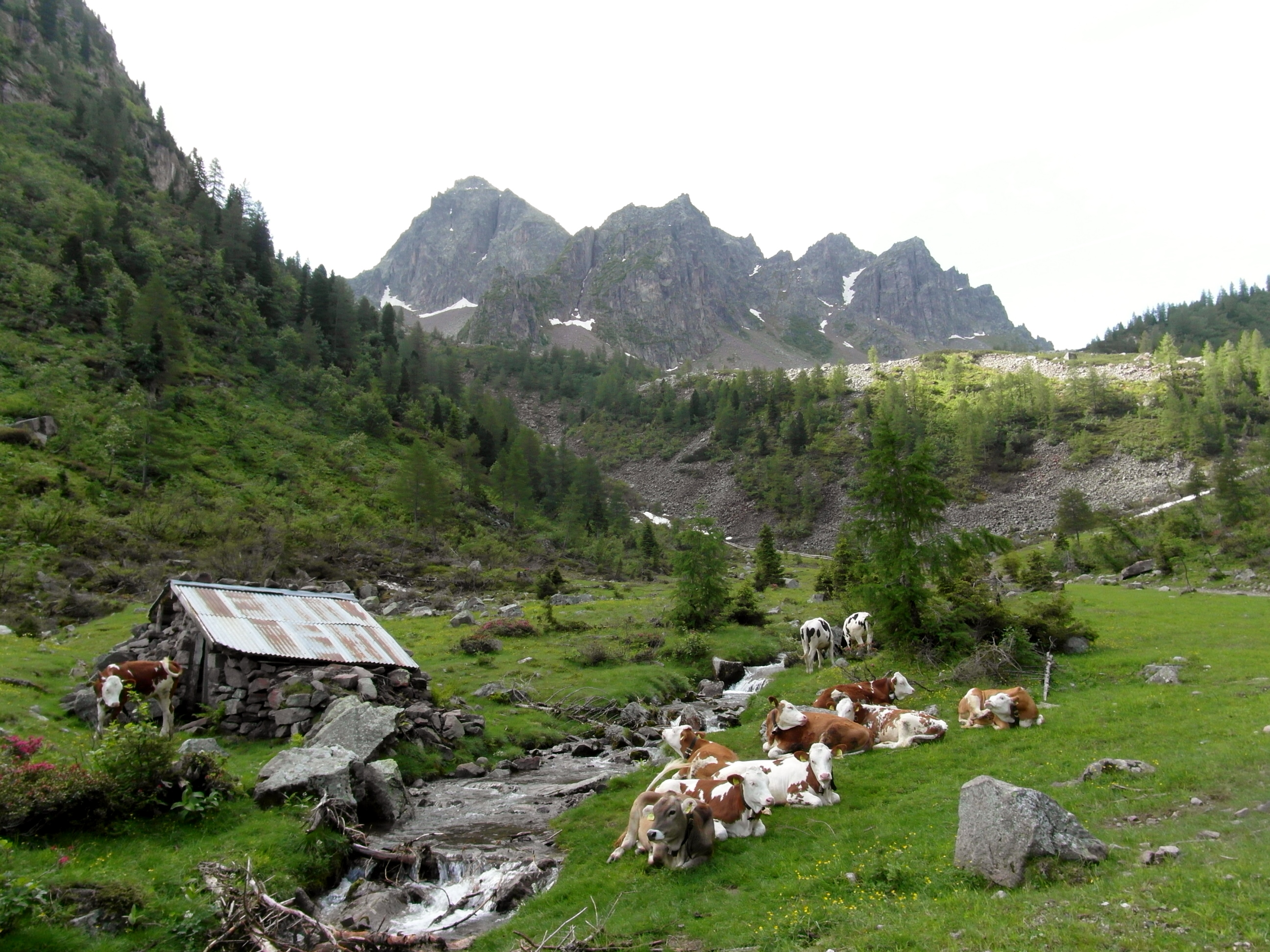
Monte Cauriol

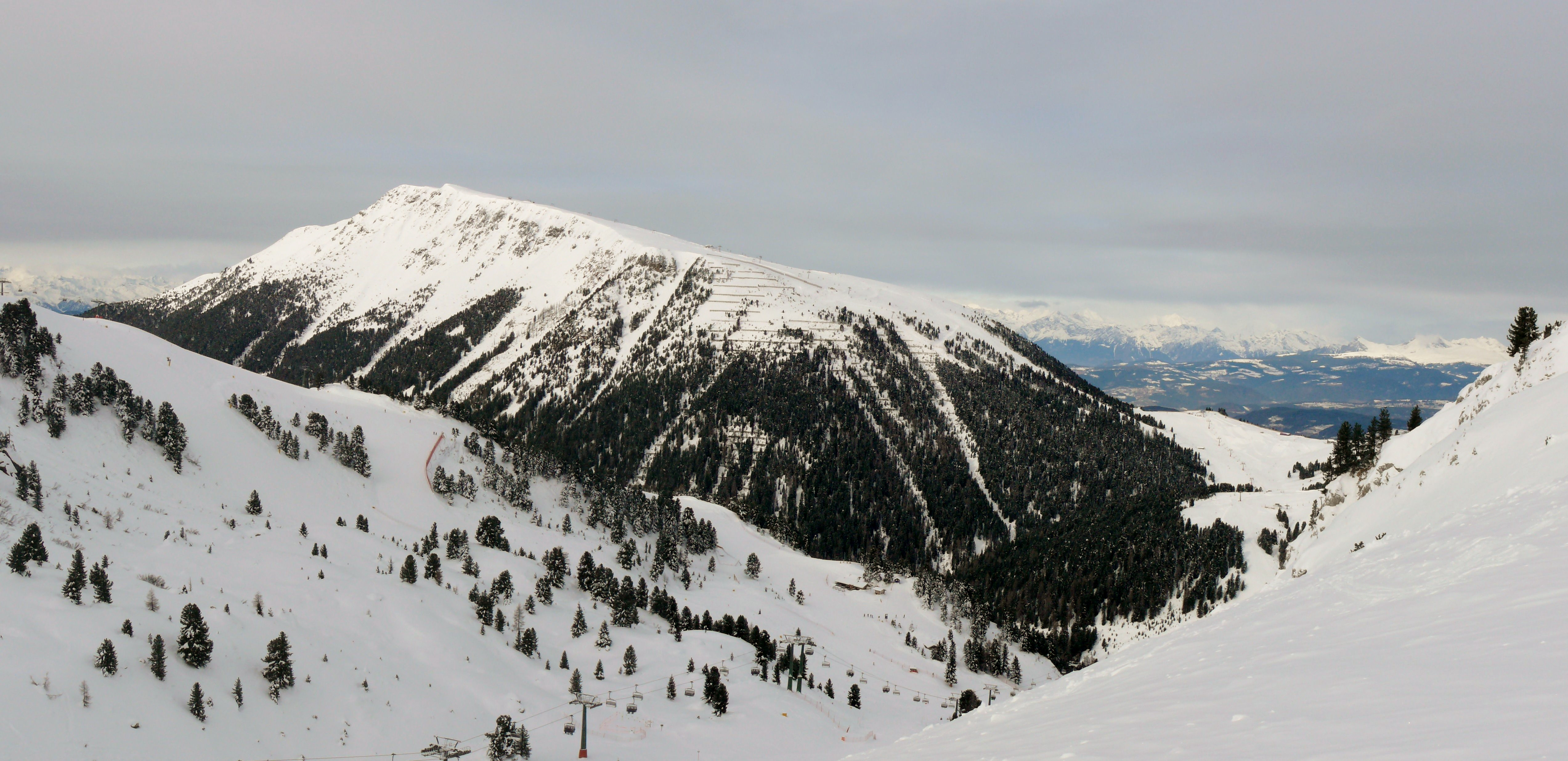
Pala di Santa

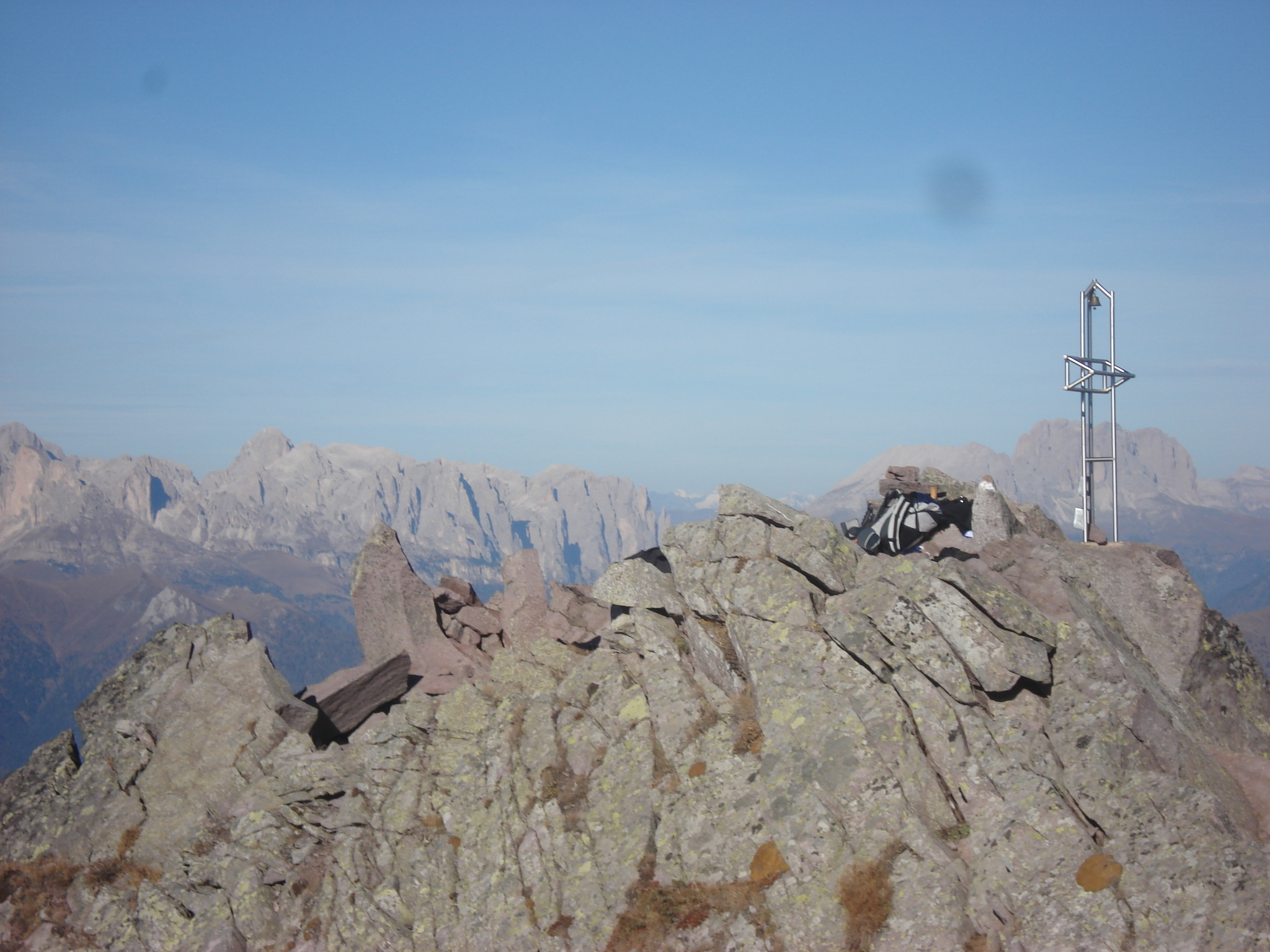
Cardinal

- a nord con le Dolomiti di Gardena e di Fassa (nella stessa sezione alpina) e separate dal passo di Costalunga;
- ad est con le Dolomiti di Feltre e delle Pale di San Martino (nella stessa sezione alpina) e separate dal Passo Rolle e dal corso del fiume Cismon;
- a sud-est con le Prealpi Bellunesi (nelle Prealpi Venete) e separate dal corso del fiume Cismon;
- a sud con le Prealpi vicentine (nelle Prealpi Venete) e separate dalla Valsugana;
- ad ovest con le Dolomiti di Brenta e le Alpi della Val di Non (nelle Alpi Retiche meridionali) e separate dal corso del fiume Adige;
- a nord-ovest con le Alpi Sarentine (nelle Alpi Retiche orientali) e separate dalla valle Isarco.

Ruotando in senso orario i limiti geografici sono: Passo Rolle, fiume Cismon, Valsugana, Valle dell'Adige, Valle Isarco, Val d'Ega, Passo di Costalunga, Val di Fiemme, Val Travignolo, Passo Rolle.

## Suddivisione
Secondo la SOIUSA si suddividono in due supergruppi, cinque gruppi ed undici sottogruppi:
- Dolomiti Settentrionali di Fiemme (A)[3]
  - Gruppo del Latemar (A.1)
    - Cresta del Latemar (A.1.a)
    - Sottogruppo di Valsorda (A.1.b)
      - Dorsale del Paion (A.1.b/a)
      - Dorsale delle Cime di Valsorda (A.1.b/b)

    - Propaggini Meridionali del Latemar (A.1.c)
      - Dorsale del Monte Agnello (A.1.c/a)
      - Dorsale della Pala di Santa (A.1.c/b)

  - Altopiano di Nova Ponente (A.2)
    - Dorsale degli Oclini (A.2.a)
    - Dorsale del Monte Corno (A.2.b)
- Dolomiti Meridionali di Fiemme (B)[4]
  - Catena del Lagorai (B.3)
    - Dorsale della Cima di Cece (B.3.a)
    - Dorsale della Cima di Lagorai (B.3.b)

  - Catena Monte Croce-Sette Selle (B.4)
    - Dorsale Monte Croce-Pale delle Buse (B.4.a)
    - Dorsale Sette Selle-Gronlait (B.4.b)

  - Gruppo di Cima d'Asta (B.5)
    - Dorsale Cima d'Asta-Quarazza (B.5.a)
    - Dorsale Conte Moro-Tolva (B.5.b)

I due supergruppi sono separati dalla Val di Cembra e dalla Val di Fiemme.

## Vette principali

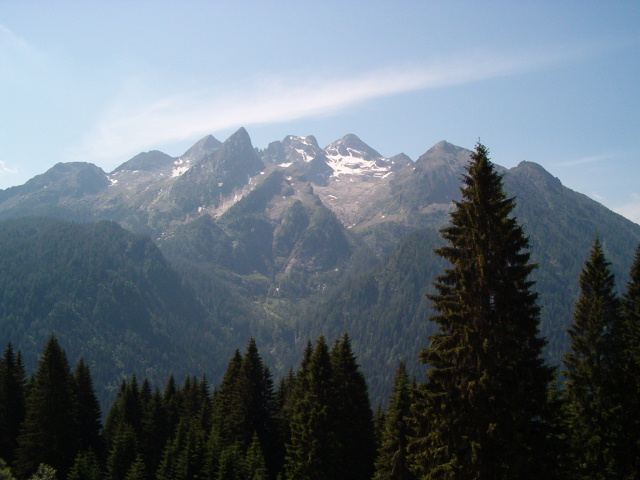
La Cima d'Asta.

Le montagne principali sono:
| Nome vetta                           | Supergruppo                       | Gruppo                         | Altitudine in metri |
| ------------------------------------ | --------------------------------- | ------------------------------ | ------------------- |
| Cima d'Asta                          | Dolomiti Meridionali di Fiemme    | Gruppo di Cima d'Asta          | 2847                |
| Cimon del Latemar (Torre Diamantidi) | Dolomiti Settentrionali di Fiemme | Latemar                        | 2842                |
| Schenòn del Latemar                  | Dolomiti Settentrionali di Fiemme | Latemar                        | 2800                |
| Corno d'Ega                          | Dolomiti Settentrionali di Fiemme | Latemar                        | 2799                |
| Col Cornon                           | Dolomiti Settentrionali di Fiemme | Latemar                        | 2757                |
| Cima di Cece                         | Dolomiti Meridionali di Fiemme    | Catena del Lagorai             | 2754                |
| Cima Valsorda                        | Dolomiti Settentrionali di Fiemme | Latemar                        | 2752                |
| Cima del Forcellone                  | Dolomiti Settentrionali di Fiemme | Latemar                        | 2749                |
| Paion (Reiterjochspitze)             | Dolomiti Settentrionali di Fiemme | Latemar                        | 2705                |
| Cima Feudo                           | Dolomiti Settentrionali di Fiemme | Latemar                        | 2672                |
| Cima di Valbona                      | Dolomiti Settentrionali di Fiemme | Latemar                        | 2663                |
| Punta della Chiesa o del Pascolo     | Dolomiti Settentrionali di Fiemme | Latemar                        | 2616                |
| Lastè delle Sute                     | Dolomiti Meridionali di Fiemme    | Catena del Lagorai             | 2616                |
| Cima delle Stellune                  | Dolomiti Meridionali di Fiemme    | Catena del Lagorai             | 2597                |
| Cima di Lagorai                      | Dolomiti Meridionali di Fiemme    | Catena del Lagorai             | 2585                |
| Zan de Montagna                      | Dolomiti Settentrionali di Fiemme | Latemar                        | 2576                |
| Cima delle Buse                      | Dolomiti Meridionali di Fiemme    | Catena del Lagorai             | 2574                |
| Cima Litegosa                        | Dolomiti Meridionali di Fiemme    | Catena del Lagorai             | 2548                |
| Castel di Bombasel                   | Dolomiti Meridionali di Fiemme    | Catena del Lagorai             | 2532                |
| Busa Alta                            | Dolomiti Meridionali di Fiemme    | Catena del Lagorai             | 2513                |
| Monte Cauriol                        | Dolomiti Meridionali di Fiemme    | Catena del Lagorai             | 2494                |
| Monte Croce                          | Dolomiti Meridionali di Fiemme    | Catena Monte Croce-Sette Selle | 2490                |
| Pala di Santa                        | Dolomiti Settentrionali di Fiemme | Latemar                        | 2488                |
| Cardinal                             | Dolomiti Meridionali di Fiemme    | Catena del Lagorai             | 2481                |
| Monte Ziolera                        | Dolomiti Meridionali di Fiemme    | Catena del Lagorai             | 2478                |
| Castel delle Aie                     | Dolomiti Meridionali di Fiemme    | Catena del Lagorai             | 2475                |
| Le Pope                              | Dolomiti Settentrionali di Fiemme | Latemar                        | 2473                |
| Monte Fregasoga                      | Dolomiti Meridionali di Fiemme    | Catena Monte Croce-Sette Selle | 2450                |
| Corno Nero (La Rocca)                | Dolomiti Settentrionali di Fiemme | Altopiano di Nova Ponente      | 2439                |
| Monte Agnello                        | Dolomiti Settentrionali di Fiemme | Latemar                        | 2358                |
| Monte Toàc                           | Dolomiti Settentrionali di Fiemme | Latemar                        | 2319                |
| Montalon                             | Dolomiti Meridionali di Fiemme    | Catena del Lagorai             | 2435                |
| Pale delle Buse                      | Dolomiti Meridionali di Fiemme    | Catena Monte Croce-Sette Selle | 2412                |
| Monte Conte Moro                     | Dolomiti Meridionali di Fiemme    | Catena Monte Croce-Sette Selle | 2407                |
| Cima Sette Selle                     | Dolomiti Meridionali di Fiemme    | Catena Monte Croce-Sette Selle | 2394                |
| Monte Fravort                        | Dolomiti Meridionali di Fiemme    | Catena Monte Croce-Sette Selle | 2347                |
| Corno Bianco                         | Dolomiti Settentrionali di Fiemme | Altopiano di Nova Ponente      | 2315                |
| Doss Capèl                           | Dolomiti Settentrionali di Fiemme | Latemar                        | 2266                |
| Paion del Cermis                     | Dolomiti Meridionali di Fiemme    | Catena del Lagorai             | 2226                |
| Cornon (Cornacci)                    | Dolomiti Settentrionali di Fiemme | Latemar                        | 2199                |
| Pelenzana (La Forcella)              | Dolomiti Settentrionali di Fiemme | Latemar                        | 2181                |